# Arctosa edeana
Arctosa edeana är en spindelart som beskrevs av Roewer 1960. Arctosa edeana ingår i släktet Arctosa och familjen vargspindlar.
Artens utbredningsområde är Kamerun. Inga underarter finns listade i Catalogue of Life.